# Williamsburg (Iowa)
Williamsburg is een plaats (city) in de Amerikaanse staat Iowa, en valt bestuurlijk gezien onder Iowa County.

## Demografie
Bij de volkstelling in 2000 werd het aantal inwoners vastgesteld op 2622.
In 2006 is het aantal inwoners door het United States Census Bureau geschat op 2809, een stijging van 187 (7,1%).

## Geografie
Volgens het United States Census Bureau beslaat de plaats een oppervlakte van
8,1 km², geheel bestaande uit land. Williamsburg ligt op ongeveer 251 m boven zeeniveau.

## Plaatsen in de nabije omgeving
De onderstaande figuur toont nabijgelegen plaatsen in een straal van 20 km rond Williamsburg.